# Économie mondiale
 (septembre 2015).

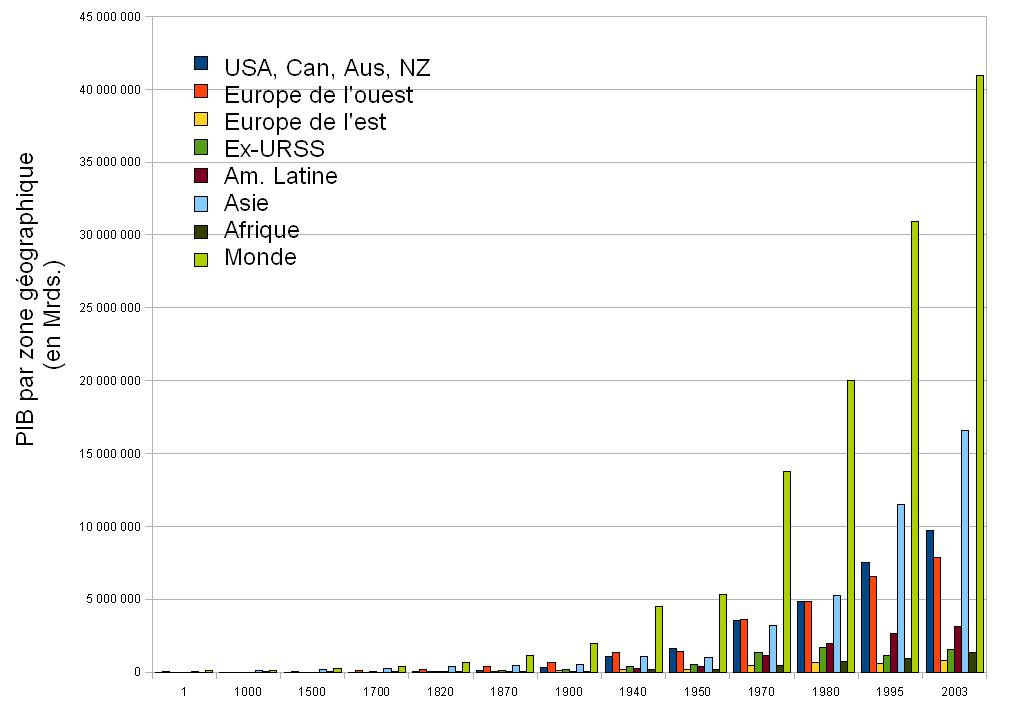
Évolution du PIB de l'an 1 à l'année 2003, basé sur les données d'Angus Maddison

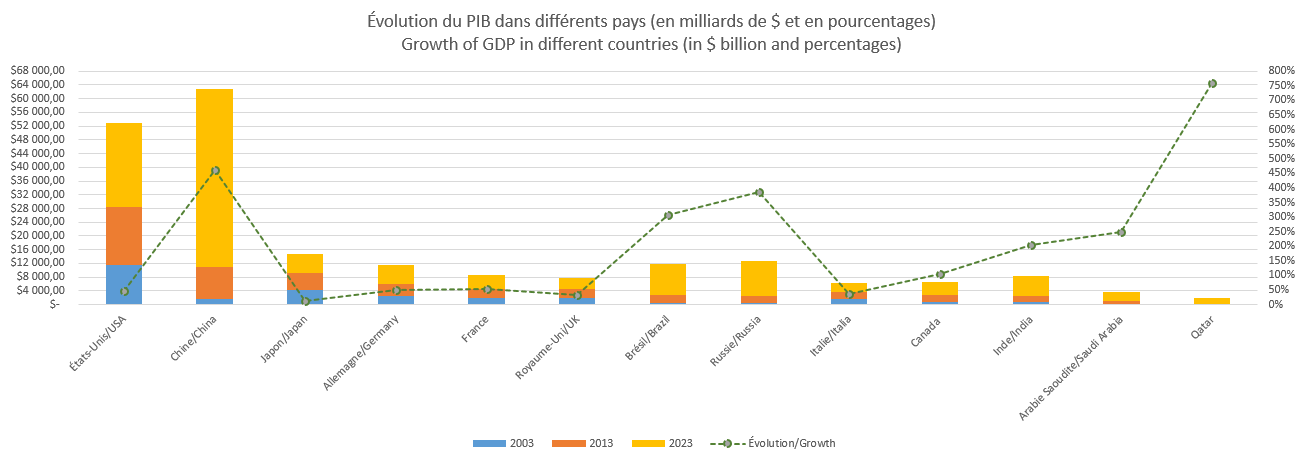
Évolution et prévision du PIB des principales puissances mondiales de 2003 à 2023

Par économie mondiale s'entend l'économie du monde pris dans son entier, le « marché de tout l'univers » comme disait déjà Sismondi. Dans une optique plus terrestre, l'économie mondiale peut être divisée en huit importantes catégories de marchés :
- Marchés financiers
- Marchés monétaires
- Marchés politiques
- Marchés militaires
- Marchés industriels
- Marchés commerciaux
- Marchés du travail
- Marchés du savoir

## Perspective historique
Les contacts entre les deux extrémités de l'Eurasie remontent à des millénaires. Ceux-ci s'intensifient et contribuent à créer dès cette époque de véritables routes commerciales. Ainsi, la route de la soie et la recherche d'épices produites en Asie par l'Europe sont l'une des causes à l'origine du mouvement de globalisation de l'économie au Moyen Âge.
La nature des objets échangés se modifie avec la révolution industrielle qui débute au Royaume-Uni au début du XIXe siècle. En 1825, pour la première fois dans l'Histoire, la valeur ajoutée industrielle de ce pays dépasse celle de son agriculture. Mutation qui se produit ensuite en Prusse (1865), aux États-Unis (1869), en France (1875).
Sur la période 1870-2005, les gains annuels de productivité dans les pays industrialisés varient autour d’une moyenne de 2,5 % par an (2,6 % pour la France, 2,1 % pour les États-Unis). Les conséquences sont considérables :
- croissance du PIB (multiplication d’un facteur d’environ 32 par heure travaillée en France et 16,5 aux États-Unis),
- réduction de 50 % environ de la durée moyenne du travail,
- élévation du niveau de vie global (multiplication par 16 en France).

Sur la période 1980 à 2006, le PIB mondial est multiplié par 3. En Asie, par 4 (Inde et république populaire de Chine par 3), en Europe par 2.
De 1991 à 2001, les exportations mondiales de produits manufacturés augmentent en moyenne de 6,3 % par an en volume tandis que le PIB mondial progresse de 2,3 % l'an.
Jusqu'en 2006, les États-Unis sont la première puissance économique au monde avec 21 % du PIB/parité de pouvoir d'achat mondial (chiffre stable sur la même période).
Depuis 2007, l'Union européenne — considérée comme entité unique — est la première économie mondiale avec un PIB en parité de pouvoir d'achat estimé en 2008 à 14 910 milliards de dollars par le CIA World Factbook.

## Situation de l'économie mondiale (en 2003 et 2005)
| L'Économie du monde en 2003 et 2005 |

| Indicateur                                  | Année 2003                                            | Année 2005                     |
| Population :                                | ≈ 8 milliards                                         | 6,5 milliards                  |
| PIB (PPA) :                                 | 50 400 milliards de dollars US                        | 60 630 milliards de dollars US |
| PIB (courant) :                             | 36 300 milliards de dollars US                        | 43 070 milliards de dollars US |
| PIB/habitant (PPA) :                        | 8 000 dollars US                                      | 9 500 dollars US               |
| PIB/habitant (courant) :                    | 5 755 dollars US                                      | 6 626 dollars US               |
| Croissance annuelle du PIB/habitant (PPA) : | 4,0 % (1995-2005), 2,1 % (1950-2003)                  | 4,7 %                          |
| Répartition du PIB par secteur :            | Agriculture : 4 %, industrie : 32 %, services : 64 %  |                                |
| Population active :                         |                                                       | 3,001 milliards                |
| Population active par secteur :             | Agriculture : 42 %, industrie : 21 %, services : 37 % |                                |
| Taux de chômage : 10 %                      | Taux de Pauvreté : 50 %                               |                                |
| Millionnaires (en $ US) :                   | 7,7 millions (0,12 %)                                 | 8,7 millions (0,14 %)          |

## Services
En 2006, le premier secteur d'activité est le marché des assurances qui équivaut à environ 15 % du PIB mondial avec un chiffre d'affaires de 2 500 milliards de dollars US. Ces fonds représentent un tiers des transactions boursières.
Selon Hassan Sebbar, professeur à l’Institut national de statistiques et d’économie appliquée de Rabat, le tourisme représente 10,7 % du PIB mondial en 2006.
| Commerce mondial des services commerciaux pour les principaux pays, régions et zones de libre échange selon l'Organisation mondiale du commerce (OMC) en 2007 (en milliards de dollars) |

| Pays                                   | Exportations | Importations |     |
| Monde                                  | 3260         | 3060         |     |
| Union européenne (27)                  | 1512         | 1337         |     |
| Allemagne                              | 197          | 245          |     |
| France                                 | 150          | 130          | 120 |
| Royaume-Uni                            | 263          | 193          |     |
| Italie                                 | 109          | 117          |     |
| Espagne                                | 127          | 97           |     |
| États-Unis                             | 454          | 336          |     |
| Canada                                 | 61           | 80           |     |
| Mexique                                | 17           | 24           |     |
| Brésil                                 | 23           | 25           |     |
| Chine                                  | 127          | 129          |     |
| Japon                                  | 136          | 157          |     |
| Russie                                 | 38           | 25           |     |
| Inde                                   | 86           | 78           |     |
| Israël                                 | 21           | 18           |     |
| Afrique du Sud                         | 13           | 16           |     |
| Communauté d’États indépendants (CEI)  | 64           | 90           |     |
| Amérique du Nord                       | 553          | 440          |     |
| Amérique du Sud et Amérique centrale   | 91           | 16           |     |
| Asie                                   | 745          | 778          |     |
| Moyen-Orient                           | 79           | 125          |     |
| Afrique                                | 422          | 355          |     |
| Afrique sans l’Afrique du Sud          | 352          | 264          |     |
| Pays nouvellement industrialisés (NPI) | 243          | 230          |     |

## Industrie
L'industrialisation des pays a permis un plus grand et plus rapide développement.

## Commerce
Depuis la fin de la Seconde Guerre mondiale, le développement des échanges internationaux de marchandises est supérieur d'au moins 50 % à la croissance de la production mondiale ce qui montre le succès des politiques actives mises en œuvre notamment dans le cadre des accords internationaux du GATT visant à favoriser le libre-échange au niveau international. La crise de 1973 a marqué une cassure nettement visible dans le rythme d'augmentation de la production mondiale et des échanges internationaux. On relate certains événements majeurs dans l'évolution du commerce international depuis la fin de la Seconde Guerre mondiale : la part des produits manufacturés a augmenté plus vite que la moyenne des échanges de marchandises. La croissance des "Trente Glorieuses" est en effet tirée par le développement du secteur secondaire et l'augmentation des échanges de produits manufacturés. La reprise économique du début des années 1990 aux États-Unis et du milieu des années 1990 pour l'Europe se concrétise par un fort accroissement des échanges internationaux. La crise financière de 1998 se traduit par une diminution de moitié du taux de croissance de la production et des échanges internationaux. Le contre-choc pétrolier de 1999 entraîne une diminution des échanges des produits de l'industrie extractive de 2 %. La forte croissance de 2000 est tirée par les échanges internationaux qui augmentent de près de 15 % en ce qui concerne les produits manufacturés. Le développement des échanges internationaux de marchandises a soutenu la croissance économique mondiale tout au long de la période d'après-guerre et s'est traduit par une ouverture croissante des économies nationales. Le développement des échanges internationaux est fortement corrélé aux évolutions de la production mondiale et sur-réagissent aux fluctuations de l'activité économique.
| Commerce mondial des marchandises pour les principaux pays, régions et zones de libre échange selon l'Organisation mondiale du commerce (OMC) en 2007 (les chiffres sont en milliards de dollars) |

| Pays[réf. nécessaire]                                | Exportations[réf. nécessaire] | Importations[réf. nécessaire] |
| Monde                                                | 13570                         | 13940                         |
| Union européenne (27)                                | 5314                          | 5569                          |
| Allemagne                                            | 1327                          | 1059                          |
| France                                               | 552                           | 613                           |
| Royaume-Uni                                          | 436                           | 617                           |
| Pays-Bas                                             | 551                           | 491                           |
| États-Unis                                           | 1163                          | 2017                          |
| Canada                                               | 418                           | 390                           |
| Mexique                                              | 272                           | 297                           |
| Brésil                                               | 161                           | 127                           |
| Chine                                                | 1218                          | 956                           |
| Japon                                                | 713                           | 621                           |
| Russie                                               | 355                           | 223                           |
| Inde                                                 | 145                           | 217                           |
| Afrique du Sud                                       | 70                            | 91                            |
| ASEAN                                                | 863                           | 773                           |
| MERCOSUR                                             | 224                           | 184                           |
| Échanges extra-UE (27)                               | 1695                          | 1949                          |
| Communauté d’États indépendants (CEI)                | 508                           | 377                           |
| Amérique du Nord                                     | 1854                          | 2704                          |
| Amérique du Sud et Amérique centrale                 | 496                           | 455                           |
| Autres pays d’Amérique du Sud et d'Amérique centrale | 335                           | 328                           |
| Asie                                                 | 3798                          | 3528                          |
| Moyen-Orient                                         | 721                           | 462                           |
| Afrique                                              | 422                           | 355                           |
| Afrique sans l’Afrique du Sud                        | 352                           | 264                           |
| Pays nouvellement industrialisés (NPI)               | 936                           | 935                           |
| Pays en développement                                | 4967                          | 4517                          |
| Pays les moins avancés (PMA)                         | 120                           | 118                           |
| Pays exportateurs de pétrole                         | 247                           | 97                            |
| Pays non exportateurs de pétrole                     | 105                           | 167                           |

## Agriculture
Dans le monde, l'agriculture représente 42 % de la population active devant les domaines de l'industrie (21 %) et des services (37 %) alors que paradoxalement, l'agriculture ne représente que 4 % du PIB mondial.

## Transport
- Aéroports : 49 024 en 2006
- Héliports : 2 021 en 2006
- Voie ferrée : 1 115 205 kilomètres en 2003
- Route : 32 345 165 km en 2002
  - Pavé : 19 403 061 km
  - Non pavé : 13 942 104 km
- Marine marchande : 33 222 navires de plus de 1 000 tonnes en 2006

## Énergie
Le secteur de l'énergie équivaut en 2006 à 10 % du PNB mondial.
Source : sauf indication
Production d'électricité annuelle
15 852 407,1 GWh (2003)
Consommation d'électricité annuelle
14 767 748,5 GWh (2003)
Production moyenne de pétrole brut
79,65 millions de barils par jour (12 663 000 m3 par jour) (2003)
Consommation moyenne de pétrole brut
79,89 millions de barils par jour (12 701 000 m3 par jour) (2003)
Réserves prouvées de pétrole brut
1 292,6 milliards de barils (1er janvier 2006) soit 205,5 km3
Production de gaz naturel
95 183 milliards de pieds cubes soit 2 695,6 km3 (2003)
Consommation de gaz naturel
95 504 milliards de pieds cubes soit 2 704,7 km3 (2003)
Réserves prouvées de gaz naturel
6 112 144 milliards de pieds cubes soit 173 096 km3 (1er janvier 2006)

## Dépenses militaires
La somme des dépenses militaires dans le monde en 2008 s’élevait selon le Stockholm International Peace Research Institute à environ 1464 milliards de dollars ; soit environ 2,4 % du PIB mondial soit 222 dollars par habitant. Les dépenses de l'administration américaine représentent 41,5 % des dépenses officielles de défense dans le monde.

## Emploi
Les valeurs sont données pour l'année 2003.
La population active est d'environ trois milliards de personnes (47 % de la population totale).
Le taux de chômage mondial s'élève à 6,2 % .(6,4 % pour les hommes, 6,1 % pour les femmes), soit 185,9 millions de personnes. Il était de 6,3 % en 2002. L'Asie de l’est a un taux de chômage de 3,3 % alors que la zone Moyen-Orient et Afrique du Nord enregistre un taux de chômage de 12,2 %.
Le taux de chômage mondial des jeunes est de 14,4 %.
La croissance du nombre de chômeurs par rapport à 2002 est de 0,3 %.

## Études économiques
Pour favoriser les exportations, de nombreux organismes gouvernementaux publient des études économiques par secteur et par pays étranger. Parmi ceux-ci, on peut citer notamment l'USCS et l'USDA aux États-Unis, l'EDC et AAC au Canada, Ubifrance en France, UKTI au Royaume-Uni, HKTDC et JETRO en Asie. Un site Globaltrade.net publie les études de plusieurs de ces organismes grâce à des accords de Public Private Partnership, ainsi que celles d'autres organismes non gouvernementaux. Une liste plus détaillée se trouve à la page commerce international.